# Mouhamadou Mansour Lo
Mouhamadou Mansour Lo (28 de octubre de 2001) es un deportista senegalés que compite en taekwondo. Ganó una medalla de oro en los Juegos Panafricanos de 2023, en la categoría de –68 kg.

## Palmarés internacional
| Juegos Panafricanos | Juegos Panafricanos | Juegos Panafricanos | Juegos Panafricanos |
| Año                 | Lugar               | Medalla             | Categoría           |
| ------------------- | ------------------- | ------------------- | ------------------- |
| 2023                | Acra (Ghana)        | Medalla de oro      | –68 kg              |